# Charles-Albert III de Hohenlohe-Waldenbourg-Schillingsfürst
Charles-Albert III, prince de Hohenlohe-Waldenbourg-Schillingsfürst,né à Vienne le 29 février 1776 et mort à Bad-Mergentheim le 15 juin 1843 est le 4e prince de Hohenlohe-Waldenbourg-Schillingsfürst de 1796 à 1843.

## Biographie
Charles-Albert III est le deuxième enfant et le premier fils de Charles-Albert II de Hohenlohe-Waldenbourg-Schillingsfürst (1742-1796), et de sa deuxième épouse Judith baronne Reviczky de Revisnie (1753-1836). Son frère François-Joseph (1787-1841) est le fondateur de la branche des ducs de Ratibor et des princes de Corvey.
Le 29 février 1776  à Munich, il épouse en premières noces la princesse Augusta d'Isenbourg-Birstein (Schwetzingen 29 février 1776 - Kupferzell 1er avril 1803), fille de Frédéric-Guillaume Prince d'Isenbourg-Birstein et de Caroline Françoise comtesse von Parkstein.
Trois enfants sont issus de cette union, dont un seul est devenu adulte.
- Fils né et mort le 2 décembre 1799
- Caroline de Hohenlohe-Waldenbourg-Schillingsfürst (1er février 1800-28 février 1857[1])
- Fils né et mort le 26 février 1802

Une fois veuf, Charles-Albert III se remarie le 30 mai 1813 à Heiligenberg avec la princesse Léopoldine de Fürstenberg (4 septembre 1791 -10 janvier 1844 ), fille de Karl Aloys zu Fürstenberg (1760-1799) et de la princesse Élisabeth de Thurn et Taxis (1767-1822), fille de Alexandre Ferdinand, 3e Prince de Thurn et Taxis. 
Quatre enfants sont issus de cette union :
- Frédéric-Charles de Hohenlohe-Waldenbourg-Schillingsfürst (de) (5 mai 1814 -26 décembre 1884 ), épouse sa cousine germaine, la fille de son oncle François-Joseph, Thérèse de Hohenlohe-Schillingsfürst (1816-1891)
- Catherine de Hohenlohe-Waldenbourg-Schillingsfürst (19 janvier 1817 -15 février 1893 ) mariée deux fois : 1) en 1838 avec François-Erwin comte von Ingelheim (1812-1845), puis 2) en 1848 avec Charles de Hohenzollern-Sigmaringen (1785-1853). Ces deux mariages sont demeurés sans postérité.
- Charles (20 avril 1818 - 5 janvier 1875 ), marié à la comtesse Thérèse Meraviglia-Crivelli (1836-1918)
- Égon (4 juillet 1819 - 11 janvier 1865 ), marié à la comtesse Thérèse de Thurn-Hofer und Valsassina (1817-1893), parmi leur descendance, leur fille  Marie est la mère d' Alessandro, 1er duc de Castel Duino.

Le prince Charles-Albert et la princesse Léopoldine se sont séparés.

## Sources
- Karl Albrecht III, Fürst zu Hohenlohe-Waldenburg dans Schillingsfürst